# Kostomłoty (Neder-Silezië)
Kostomłoty (Duits: Kostenblut) is een dorp in het Poolse woiwodschap Neder-Silezië, in het district Średzki (Neder-Silezië). De plaats maakt deel uit van de gemeente Kostomłoty en telt 830 inwoners.